# Demeijerea atrimana
Demeijerea atrimana är en tvåvingeart som först beskrevs av Daniel William Coquillett 1902.  Demeijerea atrimana ingår i släktet Demeijerea och familjen fjädermyggor. Inga underarter finns listade i Catalogue of Life.